# Ivica Račan
Pour les articles homonymes, voir Racan.
Ivica Račan, né le 24 février 1944 à Ebersbach en Allemagne et mort le 29 avril 2007 à Zagreb en Croatie, est un homme politique croate, membre du Parti social-démocrate de Croatie. Il est Premier ministre croate du 27 janvier 2000 au 23 décembre 2003.

## Biographie
Ivica Račan est né à Ebersbach en Allemagne, où sa mère est alors internée dans un camp de travail. Tous les deux survivent au bombardement de Dresde en 1945 en se terrant pendant des jours dans les caves d'un immeuble effondré.
En 1970, Račan sort diplômé de la faculté de droit de l’université de Zagreb. Il mène, entre 1965 et 1974 une carrière de chercheur à l’Institut de recherche en sciences sociales à Zagreb avant de se consacrer à ses fonctions politiques. Il exerce les fonctions de directeur du collège politique Josip Broz Tito à Kumrovec et est rédacteur de la revue de recherche en sciences sociales et politiques Kumroveški zapisi (« Chroniques de Kumrovec ») de 1982 à 1986 avant de se consacrer définitivement à la vie politique.

## Vie politique

### Sous la Yougoslavie
Ivica Račan s'engage tôt dans la vie politique du temps de la Yougoslavie en devenant membre de la Ligue des communistes de Croatie. Dans les années 1970, il s'élève progressivement dans les rangs du parti et de la nomenklatura après les purges qui suivent le printemps croate. Il est membre de la présidence du comité central de la Ligue des communistes de Croatie entre 1972 et 1982 puis de la présidence du comité central de la Ligue des communistes de Yougoslavie de 1986 à 1989, où il prône, avec les membres slovènes, le pluralisme politique. À la fin des années 1980, il émerge comme un des principaux dirigeants communistes ce qui lui permet d'être élu président du comité central de la Ligue des communistes de Croatie le 13 décembre 1989. Très rapidement, Račan annonce la tenue des premières élections démocratiques pluralistes dans un délai de quatre mois. Il rompt également avec d'autres tabous de la Yougoslavie communiste en étant notamment le premier président du comité central de la Ligue des communistes de Croatie à souhaiter publiquement Noël aux croyants en Croatie, en décembre 1989. 
Dès le mois qui suit son élection à la tête de la Ligue des communistes de Croatie, Račan mène la délégation croate au 14e congrès de la Ligue des communistes de Yougoslavie qui se tient en janvier 1990. Le congrès est dominé par les partisans de Slobodan Milošević, chef de la Ligue des communistes de Serbie, qui observent des positions ultra-nationalistes et dogmatiques. Les délégations slovène et croate sont systématiquement mises en minorité, ce qui amène la délégation slovène à déclarer qu'elle quitte le parti. Milošević essaye d'exercer des pressions sur Račan pour qu'il reste mais ce dernier répond qu'une Ligue des communistes de Yougoslavie sans les Slovènes n'est pas envisageable. Sans la délégation croate, il est impossible de reconvoquer un congrès. 
En vue des premières élections parlementaires libres en Croatie qu'il a décidé d'organiser en 1990, Račan transforme la Ligue des communistes de Croatie en Parti social-démocrate, parti du changement démocratique et devient son président. Durant la campagne électorale, il suscite une forte controverse lorsqu'il évoque l'Union démocratique croate (HDZ), vainqueur potentiel des élections, comme un « parti aux intentions dangereuses ». Son parti perd les élections mais il assure le bon déroulement de la passation de pouvoir au HDZ victorieux. Račan est élu député à la Chambre des représentants du Sabor et la position du Parti social-démocrate, parti du changement démocratique, de premier parti de l'opposition, lui permet de devenir le premier dirigeant de l'opposition.

### Sous la République de Croatie
Avec le début de la guerre de Croatie, le Parti social-démocrate, parti du changement démocratique connaît de nombreuses défections, y compris au plus haut niveau. Cette situation amène Račan à se préoccuper plus de la survie du parti qu'il dirige que de s'opposer au pouvoir du président de la République Franjo Tuđman. Sa tolérance à l'égard de certaines décisions politiques très controversées (infractions aux droits de l'homme, privatisations au profit de profiteurs de guerre) l'oblige à abandonner le leadership de l'opposition à Dražen Budiša, président du Parti social libéral croate (HSLS). Račan continue à réformer le Parti social-démocrate en le purgeant de l'idéologie communiste ainsi que de ses éléments les plus gauchistes et en le fusionnant en 1994 avec le Parti des sociaux-démocrates de Croatie pour former le Parti social-démocrate de Croatie. En août 1998, Račan et Budiša forment une alliance en vue des élections parlementaires de décembre 2000. Cette alliance est élargie à quatre autres partis du centre et du centre-droit ce qui leur permet de remporter les élections. 
Račan devient, le 27 janvier 2000, le premier Premier ministre de la Croatie indépendante à ne pas être issu d'un parti nationaliste. Tout comme le nouveau président de la République élu Stjepan Mesić, il est considéré comme un nouveau dirigeant réformiste, symbolisant la rupture avec l'autoritarisme et le nationalisme du passé. Cependant, Račan ne réussit pas à assurer la cohésion de la coalition gouvernementale composée de 6 partis. Son style de gouvernement est symbolisé par l'expression odlučno možda (avec détermination, peut-être). Le HSLS prend une approche plus nationaliste face aux accusations de tolérance envers les criminels de guerre faites par le TPIY ; ceci affecte Račan et son gouvernement. Le 5 juillet 2002, il démissionne de sa fonction du chef du gouvernement, après que le HSLS ait fait obstruction à la ratification d'un accord important avec la Slovénie au sujet du statut de la centrale électrique nucléaire commune de Krško. Par la suite, le HSLS se scinde en deux factions : la faction principale quitte le gouvernement alors que la faction dissidente forme un nouveau parti dénommé Libra (Parti des démocrates-libéraux) qui permet à Račan de former un nouveau gouvernement à la composition légèrement modifiée, qui demeure en place jusqu'aux élections parlementaires suivantes.
La coalition de centre-gauche perd la majorité aux élections parlementaires de novembre 2003 et Ivica Račan cesse d'exercer les fonctions de Premier ministre le 23 décembre 2003, lorsque le nouveau Parlement investit son successeur Ivo Sanader du HDZ. 
Le SDP est régulièrement vu comme le parti le plus populaire de Croatie dans les sondages d'opinion et Ivica Račan est considéré jusqu'au début de 2007 comme le chef de l'opposition. Alors qu'il était considéré comme un chef de gouvernement hésitant, il s'avère être très adroit pour réformer son parti et pour lui assurer la direction de l'opposition.
Le 31 janvier 2007, Račan annonce qu'il quitte temporairement la vie politique en raison de la dégradation de son état de santé. Il apparaît que le cancer du rein dont il est atteint commence à se propager dans son cerveau. À la suite d'une nouvelle  rechute, Ivica Račan annonce le 11 avril suivant qu'il se retire définitivement de la vie politique. Il meurt le 29 avril à l'âge de 63 ans.

## Vie privée
Marié à trois reprises, il est le père de deux fils issus de son premier mariage.